# Teremska palača
Teremska palača (rusko Теремной дворец, Teremnoj dvorec) je zgodovinska zgradba v Moskovskem kremlju v Rusiji, ki je bila v 17. stoletju glavna rezidenca ruskih carjev. Ime je izpeljano iz grške besede τερεμνον (tj. 'prebivališče'). Trenutno struktura ni dostopna javnosti, saj spada pod uradno rezidenco predsednika Rusije.

## Zgodovina arhitekture
Med stavbami Velike Kremeljske palače izstopa Teremska palača zaradi svoje zelo slovesne oblike, ki Konstantinu Thonu ni preprečila, da bi stavbo skoraj v celoti zagradil s krili osrednje stavbe palače. Zato Teremske palače, ki stoji sredi stavbnega kompleksa, ki je zaprt za javnost, danes ni mogoče obiskati od zunaj. Le na eni točki zunaj zahodnega Kremeljskega obzidja, v bližini stavbe Ruske državne knjižnice, je redek oddaljen pogled na zgornja nadstropja in streho palače.
Ko je bila zgrajena v letih 1635–1636, je bila Teremska palača ena prvih kamnitih stanovanjskih stavb Moskovskega kremlja. Dokončala je cesarjeva stanovanja, zgrajena leta 1508, ki so stala na mestu, ki je zdaj osrednja stavba Velike Kremeljske palače in je po dokončanju služila takratnemu ruskemu carju Mihaelu in njegovi družini kot rezidenca. V nasprotju s palačo, zgrajeno leta 1508, so Teremsko palačo ustvarili izključno ruski gradbeniki in sicer arhitekti Antip Konstantinov, Bašen Ogurzov, Trefil Šarutin in Larion Ušakov. Posebnost stavbe je, da je bila zgrajena na skupno petih nivojih na prej obstoječi stanovanjski stavbi, ki je prav tako spadala v kompleks stare palače. To pojasnjuje tudi vizualno razliko med spodnjim in zgornjim območjem pročelja Teremske palače: tri zgornja nadstropja so z arhitekturnega vidika še posebej privlačna, kjer je značilna predvsem karirana streha, ki je značilna za ruske reprezentativne stavbe 17. stoletja. izstopa. Zraven je majhna okrasna stolpna konstrukcija, ki je bila prvotno uporabljena kot razgledni stolp. Bogato okrašene zunanje stene so obdržali v rdeči, rumeni in oranžni barvi, umetniško oblikovane bele okenske okvirje krasijo zapleteni rdeče izrezljani vzorci. Celoten zgornji del palače izvira iz 1635–1636.
Teremska palača je bila carjeva rezidenca do konca 17. stoletja, ko se je ruska prestolnica preselila v Sankt Peterburg. Po tem je bila stavba, tako kot drugi nekdanji carski prostori Moskovskega kremlja (ali tisto, kar je ostalo po požaru), vedno bolj pozabljeni. Potem ko je bila na mestu starih stanovanj leta 1753 zgrajena nova cesarska rezidenca po zasnovi Bartolomea Francesca Rastrellija, je bila Teremska palača uporabljena kot stanovanjska stavba za hlapce nove palače. V 19. stoletju, ko je bila Teremska palača že del Velike Kremeljske palače, je bil v njej arhiv. Danes je tako kot celoten kompleks del urada pisarne ruskega predsednika.

## Notranjost
Nekdanji paradni vhod v Teremsko palačo je bil zgrajen, ko je bila zgrajena Thonova palača in je zdaj v Vladimirjevi sobi. Resnično izvirno zasnovo lahko najdemo predvsem v dveh zgornjih nadstropjih palače, kjer so prvotno živeli car in njegovi sinovi. V tretjem nadstropju so bile do konca 17. stoletja kopalnica in carske sobe, medtem ko sta se obe spodnji etaži uporabljali izključno v gospodarske namene.
Ena posebej veličastnih sob v četrtem nadstropju je tako imenovana Zlata soba (Золотая Царицына Палата), ki je služila kot delovni kabinet. Soba je dobila to ime zaradi obloge sten in obokov, ki je bila sestavljena iz neprekinjene usnjene prevleke z zlato obarvanimi slikami živali in rastlin. Carski prestol je nekoč stal v isti sobi in tu so bili pogosto sprejeti visoki državni uradniki in bojarji. V 17. stoletju so eno od oken v Zlati sobi uporabljali za pošiljanje peticij carju, ki so jih lahko vsi oddali v posebno škatlo. Ta se je nato skozi to okno potegnil v carski kabinet.
Spalnica (Опочивальня), ki je prav tako v četrtem nadstropju in je kot taka služila carju, ima drugačno obliko. Stenska obloga tukaj ima svetlo zelene tone in je okrašena s stiliziranimi rastlinskimi upodobitvami in občasno z reliefnimi medaljoni s svetopisemskimi motivi.
Zgornja, peta raven Teremske palače je bila prvotno zgrajena kot prostor za carjeve sinove, kasneje so jo uporabljali tudi za večje bojarske sprejeme. Je neposredno pod dvokapno streho in ker je nekoliko ožja od štirih etaž spodaj, ima naokoli odprto galerijo. Največja soba v petem nadstropju je znana tudi kot Teremok (Теремок).
V vseh reprezentančnih prostorih Teremske palače je skupno prisotnost zidnih in fresk na obokih ter okna iz večbarvnih plošč, ki spominjajo na vitraj. Freske izvirajo iz 1870-ih, ko jih je namesto originalnih slik, uničenih v velikem požaru med vojno proti Napoleonu leta 1812, izvedel akademski umetnik Fjodor Solnzev. Večbarvne okenske plošče so tu že od 19. stoletja namesto starih oken iz sljude.

## Hišna cerkev
Eden od sestavnih delov Teremske palače je pet majhnih cerkvenih stavb, ki so bile zgrajene pred palačo ali hkrati z njo in ki so v celoti v stavbi palače. Od zunaj jih lahko prepoznamo po enajstih prikupnih, tankih čebulnih stolpičih s pozlačenimi kupolami, ki so dobro vidne na primer s Stolničnega trga.
Najstarejša ohranjena hišna cerkev je cerkev Marijinega rojstva (Церковь Рождества Богородицы), ki jo je leta 1514 postavil italijanski arhitekt Aloisius Novi na mestu lesene cerkve, ki je obstajala od leta 1360 in je prvotno imela tri cerkvene stolpe, vendar le eno od obnove leta 1684. Ta cerkev je najbolj znana po tem, da se je pisatelj Lev Tolstoj leta 1862 tam poročil z ženo, rojeno v Nemčiji, Sofijo Bers. Katarinino cerkev (Екатерининская церковь) je leta 1627 zgradil arhitekt iz nemškega rodu Jan (ali Johan) Thaler  in je danes ni mogoče videti od zunaj, ker jo je nekaj desetletij pozneje pozidala cerkev Vstajenja (Воскресенская церковь). Zgornja cerkev Odrešenika (Верхоспасская церковь) je bila zgrajena skupaj s Teremsko palačo, cerkev Križanja (Распятская церковь) pa je bila zgrajena šele nad Zgornjo Odrešenikovo cerkvijo leta 1682.